# Вараждин
Вара́ждин (на хърватски: Varaždin; на немски: Warasdin; на унгарски: Varasd; на латински: Varasdinum) е град в северна Хърватия, главен град на Вараждинската жупания.

## География
Намира се на 81 km северно от Загреб на 173 метра надморска височина. Разположен е в близост до река Драва. Има население от 46 946 жители към 2011 г.
Градът е известен с бароковите си сгради, хранителни продукти, текстил и интернет технологии.

## История
Първото писмено сведение за населено място с името Вараждин е от 1181 година, когато унгарския крал Бела III споменава близко разположените термални извори – Вараждинске Топлице (Varaždinske Toplice) в официален документ.
Вараждин е обявен за свободен кралски град пред 1209 г. от унгарско-хърватския крал Андрей II. Градът става икономическия и военен център на Северна Хърватия. Заради опасността от османските турци и многобройните им атаки Вараждин е изграден стратегически около старата крепост и придобива формата на класически средновековен воден замък (Wasserburg – в буквален превод от немски). В началото на XIII век Рицарите хоспиталиери (на хърватски: Ivanovci) пристигат в града и построяват църква и манастир в околността.
В края на XIV век крепостта Вараждин преминава във владение на графовете от Целе (град в Словения). През следващите няколко века градът е подчинен на разни владетели, най-влиятелните от които са хърватската династия Франкопан и немският маркграф Георг от Бранденбург, построил кметството. През XVI век управител на Вараждин става Тома Бакач Ердоди, който осъзнава важното географско разположение на града и наследниците му го владеят чак да 1925 година.
През 1756 г. хърватският бан (владетел) Франжо Надасди избира Вараждин за своя официална резиденция и тогава градът става столица на цяла Хърватия. В него заседава хърватският парламент, наречен Сабор и кралският хърватски съвет, създаден от Мария Тереза от Австрия.
Периодите на Реформация и Контрареформация оказват голямо влияние върху развитието на Вараждин.
С пристигането на йезуитите в града е основано училище, построени са много църкви и манастири в бароков стил. През 18 век тук се установяват няколко хърватски благороднически фамилии, а през 1756 г. Вараждин става административния център на Хърватската провинция в рамките на Кралство Унгария. След пожара от 1776 г., когато голяма част от града е опожарена, Загреб го замества като административен център на страната.
Към края на XIX век градът е напълно възстановен, продължава да се разраства, а занаятите и търговията процъфтяват. Открити са театър, музикално училище, пожарна и завод за тухли и коприна.
През XX век Вараждин става индустриалния център на Северозападна Хърватия. Текстилният завод Tivar е построен през 1918 г. През 1945 г. по време на войната срещу Германия Първа българска армия, разгромявайки германците в проведената от 29 март до 13 април 1945 г. Мурска операция, освобождава града от германска окупация. По време на Хърватската война за независимост от Югославия през 1991 г. градът не преживява големи разрушения и не дава жертви, защото Югославската народна армия бързо се предава, оставяйки оръжия на стойност от над 600 милиона долара, които по-късно са дадени на новосъздадената Хърватска армия.

## Известни граждани
Родени
- Марко Рог – футболист
- Радослав Рогина – колоездач